# راک در زندان (ترانه)
راک در زندان (به انگلیسی: Jailhouse Rock) نام ترانه‌ای معروف از الویس پریسلی است. سراینده و آهنگ‌سازِ این ترانه زوجِ معروف ترانه‌نویس جری لیبر و مایک استولر می‌باشند که بسیاری از ترانه‌های معروف الویس را نوشته‌اند. این ترانه در تاریخ ۲۴ سپتامبر ۱۹۵۷ به صورت تک آهنگ منتشر شد و بالافاصله بعد از انتشار آن، الویس مشغول نقش‌آفرینی در فیلمی به همین نام، راک در زندان (فیلم)، شد.
راک در زندان در لیست ۵۰۰ ترانه برتر مجله رولینگ استون مقام شصت و هفتم را کسب کرده‌است و همچنین مقام بیست و یکم در لیست ۱۰۰ سال... ۱۰۰ ترانه به انتخاب بفا ترانه راک در زندان در سال ۲۰۰۴ به تالار مشاهیر راک اند رول وارد شد.